# Teste IHS
O Teste IHS (teste de Inventário de Habilidades Sociais) é um teste de avaliação psicológica em que se busca obter um indicador das habilidades sociais através de iterações sociais bem sucedidas.